# 青森市立荒川小学校
青森市立荒川小学校（あおもりしりつ あらかわしょうがっこう）は青森県青森市荒川字柴田にある公立小学校。この付近は青森市の郊外で田圃も多い。校庭には明治時代の創設者・白鳥慶一の長男・白鳥鴻彰（荒川村長。山林下戻で功績があった）の胸像がある。

## 沿革
- 1874年（明治7年）11月10日 - 東津軽郡荒川村荒川字筒井33番地、宗全寺の本堂を仮校舎に白取小学校開校。生徒数男40人、教員1名（青森県教育史）。[1]
- 1876年（明治9年）10月 - 校舎狭隘により、荒川字柴田44番地の藤林権次郎氏宅に仮校舎として移転。
- 1877年（明治10年）7月 - 荒川字柴田121番地（白鳥鴻彰氏敷地内）に校舎新築移転し「白鳥小学」に改称。[1]
- 1886年（明治19年）12月 - 「荒川小学校」と改称。[2]
- 1887年（明治20年）12月1日 - 荒川字筒井55番地に校舎移転し。同日、「荒川簡易小学校」と改称[2]（この日から女生徒入学）。
- 1890年（明治23年）8月24日 - 荒川字柴田293番地の穐元豊一宅地内に校舎新築移転。
- 1892年（明治25年）4月 - 「荒川尋常小学校」と改称。[2]
- 1899年（明治32年）1月10日 - 荒川字柴田129番地に移転。[2]
- 1901年（明治34年）8月23日 - 荒川高等小学校が独立開校。補習科廃止。[2]
- 1903年（明治36年）4月 - 高等科設置（1901年（明治34年）8月23日に開校した「荒川高等小学校」を実質統合）し、「荒川尋常高等小学校」と改称。[2]
- 1906年（明治39年）5月4日 - 学校焼失。
- 1912年（明治45年） - 校章制定。
- 1918年（大正7年） - 体操場新築。補習学校附設。[2]
- 1923年（大正12年）11月10日 - 創立50周年記念式典挙行。
- 1924年（大正13年）2月8日 - 御真影奉戴。（昭和3年10月22日奉還）[2]
- 1927年（昭和2年）4月1日 - 金浜尋常小学校（現：青森市立金浜小学校）学区の上野地区を編入。[2]
- 1928年（昭和3年）10月23日 - 御真影拝戴。[2]
- 1935年（昭和10年）11月10日 - 校舎竣工落成式挙行。
- 1941年（昭和16年）4月1日 - 国民学校令により「荒川国民学校」に改称。[2]
- 1947年（昭和22年）4月1日 - 学制改革により「荒川村立荒川小学校」に改称。奉安殿取り壊し[2]。同日、荒川中学校を並置し、高等科生を中学校に移籍。
- 1948年（昭和23年）5月10日 - 学校給食開始。
- 1949年（昭和24年）4月10日 - 荒川中学校新校舎が竣工し、分離独立。
- 1955年（昭和30年）
  - 1月15日 - 荒川村が青森市に合併されたため、「青森市立荒川小学校」に改称。
  - 4月1日 - 青森市立横内小学校の牛館地区を編入。
- 1971年（昭和46年）4月12日 - 完全給食開始。
- 1974年（昭和49年）11月10日 - 創立100周年記念式典挙行。
- 1988年（昭和63年）7月17日 - 荒川字柴田92番5号（現在地）に、オープンスペースを取り入れた新校舎が竣工し、移転。
- 1990年（平成2年）
  - 3月x日 - 体育館竣工。
  - 3月17日 - 新校舎落成と創立115周年記念式典挙行。
  - 9月30日 - 校庭整地・整備完了。
- 2010年（平成22年）4月1日 - ｢青森市立金浜小学校｣閉校に伴い、金浜小学校の学区を編入[3]。
- 2012年（平成24年）4月1日 - ｢青森市立野沢小学校｣閉校に伴い、野沢小学校の学区を編入[3]。

## 児童数
2024年（令和6年）5月1日時点
| 学年 | 1年 | 2年 | 3年 | 4年 | 5年 | 6年 | 特別支援 | 分教室 | 合計 |
| ---- | --- | --- | --- | --- | --- | --- | -------- | ------ | ---- |
| 学級 | 1   | 1   | 1   | 1   | 1   | 1   | 4        | 1      | 11   |
| 児童 | 22  | 14  | 23  | 30  | 24  | 28  | 13       | 5      | 159  |

## 教育目標
- 学び合う子
- 思いやりのある子
- 健康でたくましい子

## 学区
出典
- 八ッ役（字芦谷、字上林）
- 金浜
- 大別内
- 野木
- 荒川（字柴田、字筒井、字松尾、字寒水沢、字品川、字南荒川山国有林酸ヶ湯沢、字横倉、字南荒川山、字成瀬の一部、字藤戸の一部）
- 上野
- 牛館
- 第二問屋町3丁目（一部）
- 第二問屋町4丁目
- 小館
- 野沢
- 小畑沢
- 入内

## 進学先中学校
- 青森市立荒川中学校
- 青森市立南中学校 - 荒川(字成瀬の一部、字藤戸の一部)、第二問屋町3丁目の一部。

## 周辺
- 青森県道27号青森浪岡線
- 青森県道120号荒川青森停車場線
  - 上記2路線は、学校付近で交差する。
- 青森朝日放送 - 上記県道交差点付近に位置する。
- デイサービスセンターはづき
- ほかは、田が広がっているほか、住宅や工場が点在する。

## ABAとの関係
- 1991年（平成3年）10月1日に開局した青森朝日放送 (ABA) で、開局当初のオープニングで空撮による｢ABA｣の人文字が流れたが、その人文字の空撮は、ABA放送センター（当時）の最寄にある当校で行われた。
- また、現在ではABAの天カメ（2008年（平成20年カメラ）11月新設、以前はNTT青森支店に設置）に当校校舎が映る場合がある。
- 局から近い関係で、入学・卒業式や始・終業式のニュースは、ABAが当校を取材することが多い。

## 出身著名人
- 柴田やす - 1886年（明治19年）入学、1891年（明治24年）卒業。学校法人柴田学園創始者、東北女子短期大学初代学長。
- 郡場寛 - 京都大学名誉教授、弘前大学長、植物学者。造道小学校から転校してきて、柴田やすと同期であった。
- 山谷亨 - 映画監督・演出家。4年生で八戸市立長者小学校から転校。白鳥鴻彰の玄孫。

## アクセス
- 青森市営バス・青森市市バスで、「荒川柴田」停留所より、
  - 古川・西部営業所・青森駅前・県立中央病院・東部営業所方面行のりばから、徒歩約325m・約5分。
  - 青森朝日放送・高田・野木・南部工業団地・入内・大柳辺・青森空港・浪岡方面行のりばから、徒歩約345m・約6分。
- JRバス東北青森空港線で、「青森朝日放送局前」停留所より、
  - 青森駅前行のりば（降車専用）から、県道120号線経由で、徒歩約410m・約6分。
  - 青森空港行のりば（乗車専用）から、県道120号線経由で、徒歩約440m・約7分。
- 青森自動車道青森中央ICから約2km・車で約4分。
- JR東日本・青い森鉄道青森駅から、
  - 車で約6km・約12分。
  - 上述の青森市営バスに乗車し、「荒川柴田」停留所下車後、徒歩。

## 参考資料
- 昭和26年3月調製『昭和25年荒川村勢一班』（青森県東津軽郡荒川村役場）
- 『新青森市史 別編教育(別巻) 年表・学校沿革』（青森市・2000年3月発行）「学校沿革 （一）小学校」172頁～173頁「荒川小学校 変遷」